# Hercostomus separatus
Hercostomus separatus är en tvåvingeart som beskrevs av Assis-fonseca 1976. Hercostomus separatus ingår i släktet Hercostomus och familjen styltflugor. Inga underarter finns listade i Catalogue of Life.